# Wardija torony
A Wardija torony (máltaiul:   Torri tal-Wardija  ), eredetileg Torre della Guardia di Giorno , más néven Bubaqra torony (máltaiul: Torri ta' Bubaqra) kis őrtorony Żurrieq tengerpartján, Máltán. A torony 1659 júniusában készült el, és egyike azoknak a kisméretű erődítményeknek, amelyeket Martín de Redín, a máltai lovagrend 58. nagymestere építtetett a szigetek partvédelmi hálózatának részeként. Ez az utolsó a tizenhárom de Redín-toronyból, egyben a legutolsó, amelyet Málta fő szigetén építettek.
A torony szabványos kialakítású: négyzet alaprajzú, kétszintes, lapostetős, a tetején egy toronnyal, bár valamivel kisebb a korábbi tornyoknál. Eredetileg két ágyúval és két aknavetővel volt felfegyverezve. A máltaiak védelmi rendszerében a tornyok feladata az volt, hogy őrhelyként működjenek: riasszák a helyőrséget és figyelmeztető lövéseket adjanak le a közelgő ellenségre. Egymástól látótávolságra álltak és éjjel tűz-, nappal füstjelekkel kommunikáltak egymással és a többi erődítménnyel. A Wardija torony a Żurrieq és Ħal Far közötti partszakaszt felügyelte, a legközelebbi szomszédja a Xutu torony tőle nyugatra áll.
A brit időszak után a tornyot nem használták, elhagyatottá vált. 2022 júniusában a Żurrieqi helyi tanács helyreállítási projektterve alapján a Restaurációs Igazgatóság restaurálta. 

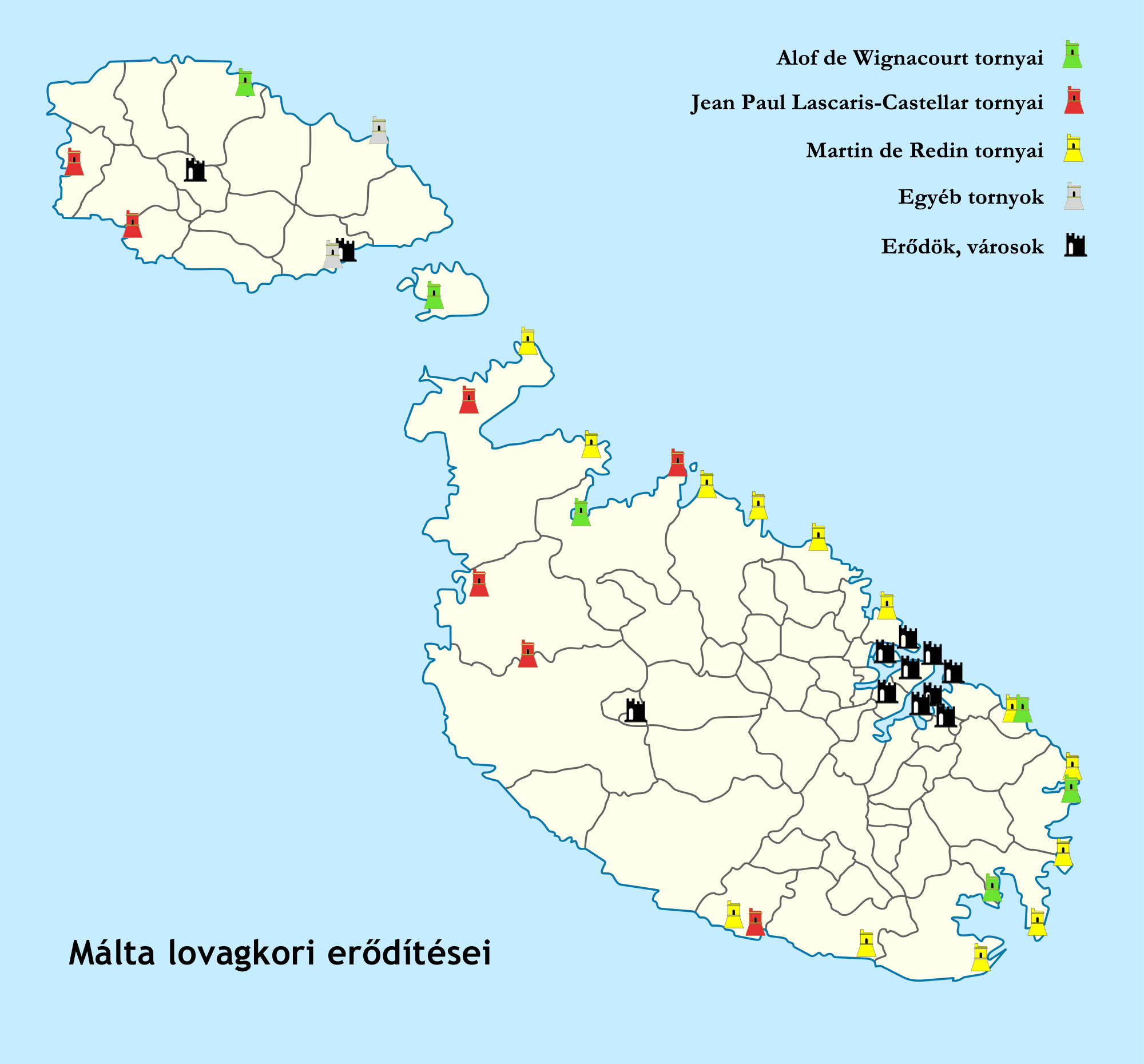
Málta 1530–1798 között épült partvédelmi rendszere
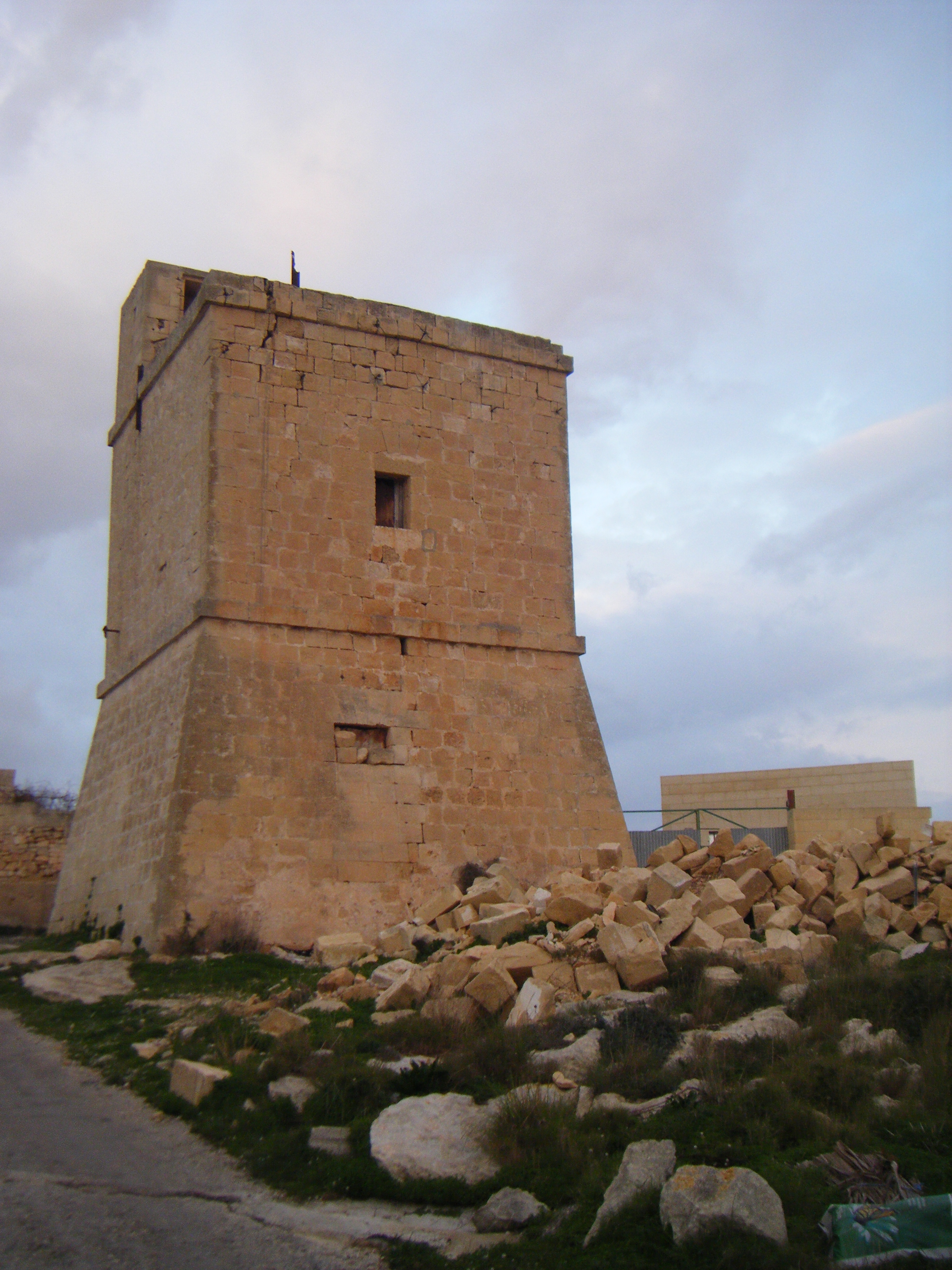
A Wardija torony

## Fordítás
Ez a szócikk részben vagy egészben  a    Wardija Tower  című angol Wikipédia-szócikk ezen változatának fordításán alapul.  Az eredeti cikk szerkesztőit annak laptörténete sorolja fel. Ez a jelzés csupán a megfogalmazás eredetét és a szerzői jogokat jelzi, nem szolgál a cikkben szereplő információk forrásmegjelöléseként.

## Külső hivatkozások
- A máltai szigetek kulturális javainak nemzeti jegyzéke